# 開模印花
開模印花是一種建築外表裝飾技術。該技術之成品廣泛出現於臺灣地區修築於1920年代至約1940年代前後之建築外觀上。

## 描述

### 技術
先以泥土製作胚，再以石膏製作外模，最後再以外模翻製以水泥做成之成品。風格多受當時西洋建築裝飾風格影響。內部會安置鐵絲骨架以增強結構強度。局部構件完成後，方會掛到建築物的牆面上。
1920年代前後臺灣地區之泥水匠大多會使用該種技術。 該種技術與閩粵地區傳統建築技術泥塑有關。

### 歷史
西方文化在1920年代大量傳入臺灣，西洋風格建築裝飾廣受臺灣各地具財力與權力之精英使用於其建築裝飾之中（尤其是用於建築立面裝飾，又尤其是店屋，與日本在臺當局推行之市街整建之政策有關）。 該種裝飾風格在約1930年代之使用達到高峰，其後逐漸減少。

## 案例
- 臺灣鐵路臺中車站第二代站體之建築裝飾[9]

## 外部連結

### 延伸閱讀
- 洗出與研出 — 假石工藝的建築技術 （页面存档备份，存于）